# Айзпуриете, Аманда
Аманда Айзпуриете (латыш. Amanda Aizpuriete; 28 марта 1956, Юрмала — 22 октября 2023, Дубулты) — латышская поэтесса и переводчица

. Издала десять сборников стихов и роман.

## Биография
Училась филологии в Латвийском университете (до 1979), затем закончила Литературный институт в Москве (1984). Дебютировала как поэт в 1976 году.
Фактический муж — поэт Андрис Бергманис (1945—2009).

## Творчество
Кроме собственных стихов, выступала как переводчик лирики Ахматовой, Тракля, И. Бродского, прозы Кафки, В. Вулф, К. Кизи, Дж. Апдайка.

## Публикации на русском языке
- Беседа Аманды Айзпуриете c Иосифом Бродским// Родник. Рига, 1990. № 3. — С. 72—73.

Стихи поэтессы на русский язык переводили Дм. Цесельчук, М. Макарова, С. Морейно.

## Признание
Её стихи переведены на ряд языков, включая русский, финский, турецкий, немецкий и шведский. Поощрительная поэтическая премия Хорста Бинека (1999).